# Theodore von Kármán
Theodore von Kármán (em húngaro:  Kármán Tódor; Budapeste, 11 de maio de 1881 — Aachen, 6 de maio de 1963) foi um físico húngaro-americano, muitas vezes cognominado como "pai da era supersônica".

## Carreira
Obteve um doutorado em mecânica pela Universidade de Göttingen em 1908, orientado por Ludwig Prandtl. Em 1912 foi nomeado diretor do Instituto Aeronáutico da Universidade Técnica de Aachen. Em 1930, deixou a Alemanha para ir aos Estados Unidos, onde assumiu o cargo de diretor do Guggenheim Aeronautical Laboratory, no Instituto de Tecnologia da Califórnia. Em 1936 obteve a cidadania norte-americana.
Durante seus quase vinte anos de trabalho para o instituto californiano, von Kármán abriu novas perspectivas para a pesquisa de foguetes. Foi um dos primeiros a construir helicópteros operáveis e formulou teorias e desenhos que tornaram possível o desenvolvimento do avião-foguete Bell X-1.
Em 1942, o laboratório onde trabalhava passou a operar com pesquisas sobre jato-propulsão. Von Kármán fundou, então, o Aerojet Engineering Corporation, mais tarde chamado Aerojet, que se tornaria uma das mais importantes fábricas de foguetes do mundo.
Em 1951, criou o Conselho Consultivo de Pesquisa e Desenvolvimento da Aeronáutica (subordinado à OTAN), do qual foi presidente entre 1952 - 1963. Além disso, von Kármán também editou livros sobre aerodinâmica.
Theodore von Kármán afirmava que o que distingue um cientista de um engenheiro é que “o cientista descobre o que existe, enquanto que o engenheiro cria o que nunca existiu”.
Foi agraciado com a Medalha Timoshenko de 1958.

## Obras selecionadas
- Aerodynamics - Selected Topics in the Light of their Historical Development, Cornell University Press, Ithaca, 1954
- Collected Works, (4 Volumes), Von Karman Institute, Rhode St. Genese, 1975 (limited edition book); also Butterworth Scientific Publ., London 1956. Many papers from volumes 1 and 2 are in German.
- From Low Speed Aerodynamics to Astronautics, Pergamon Press, London, 1961
- The Wind and Beyond - Theodore von Kármán Pioneer in Aviation and Pathfinder in Space, Little Brown, 1967 (com L. Edson)
- Mathematical Methods in Engineering, McGraw Hill, 1940 (com Maurice Anthony Biot)